# Husøya
Husøya est une localité du comté de Nordland, en Norvège, située sur l'île d'Husøya et la kommune de Træna.

## Géographie
Cette ville se situe à l'ouest de la Norvège.